# Phan Thong (huyện)
Phan Thong (tiếng Thái: พานทอง) là một huyện (amphoe) của tỉnh Chon Buri ở Thái Lan.
Các huyện giáp ranh (từ phía bắc theo chiều kim đồng hồ) là Bang Pakong, Ban Pho (cả hai đều thuộc tỉnh Chachoengsao), Phanat Nikhom, Ban Bueng và Mueang Chon Buri.

## Hành chính
Huyện này được chia thành 11 phó huyện (tambon), các đơn vị này lại được chia thành 76 làng (muban). Phan Thong là thị trấn (thesaban tambon)  và nằm trên một phần lãnh thổ của tambon Phan Thong.
| 1. | Phan Thong    | พานทอง   |  |  | 7.  | Ban Kao   | บ้านเก่า  |  |
| 2. | Nong Tamlueng | หนองตำลึง |  |  | 8.  | Na Pradu  | หน้าประดู่ |  |
| 3. | Map Pong      | มาบโป่ง   |  |  | 9.  | Bang Nang | บางนาง  |  |
| 4. | Nong Kakha    | หนองกะขะ |  |  | 10. | Ko Loi    | เกาะลอย |  |
| 5. | Nong Hong     | หนองหงษ์  |  |  | 11. | Bang Hak  | บางหัก   |  |
| 6. | Khok Khi Non  | โคกขี้หนอน |  |  |     |           |         |  |